# Klippel-Feil-Syndrom
Das Klippel-Feil-Syndrom (auch kongenitale Halswirbelsynostose genannt) ist ein seltenes, angeborenes Syndrom aus einer Fehlbildung der Halswirbelsäule und möglichen weiteren Fehlbildungen. Es ist benannt nach Maurice Klippel (französischer Neurologe und Psychiater, 1858–1942) und André Feil (französischer Neurologe, *1884).
Beim Klippel-Feil-Syndrom kommt es zur Verschmelzung (Synostose) von zwei oder mehr Halswirbeln, gelegentlich auch der gesamten Halswirbelsäule (HWS). Zugrunde liegt eine Störung der Segmentierung der zervikalen Somiten während der etwa 3. bis 8. Woche der Embryonalentwicklung. Die Ätiologie ist nicht geklärt.
Aufgrund von Röntgenuntersuchungen wird vermutet, dass Tutanchamun von diesem Syndrom betroffen war.

## Klinisches Bild

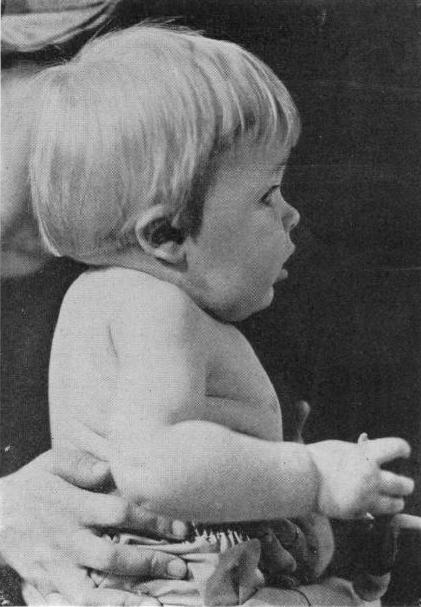
Klippel-Feil-Syndrom

Ein tiefer Haaransatz im Nacken, ein kurzer, flügelartiger Halsansatz oder ein Kurzhals sowie die Bewegungseinschränkung der Halswirbelsäule gelten als typische klinische Zeichen der Erkrankung, finden sich aber bei weniger als der Hälfte der Betroffenen. Der Umfang der Beweglichkeit bleibt oft überraschend groß.

### Fehlbildungen der Wirbelsäule
Fehlbildungen im unteren Kopfgelenk (Atlantoaxialgelenk) verursachen meistens Beschwerden, Verblockungen der weiter kaudal gelegenen Wirbel sind oft symptomlos. Beschwerden gehen meist von den benachbarten, nicht-verblockten Teilen der Wirbelsäule aus, da diese oft zum Ausgleich der fehlenden Beweglichkeit der verschmolzenen Wirbel eine vermehrte Beweglichkeit (Hypermobilität) aufweisen. Diese Hypermobilität kann bei vermehrten Belastungen oder Trauma zu einer Instabilität oder zu Spondylose und Spondylarthrose führen.
Bei einer Verblockung von mehr als vier Wirbeln, einer Atlasassimilation (Verwachsung des Hinterhauptsbeines, Os occipitale, mit dem ersten Halswirbel, Atlas) in Kombination mit einer Verblockung des zweiten (Axis) und dritten Halswirbels oder einer freien Beweglichkeit eines Wirbelgelenkes zwischen zwei verblockten Segmenten treten oft Beschwerden auf, die durch mechanische Irritation der nicht-betroffenen Wirbelgelenke, Reizung der Nervenwurzel oder Kompression des Rückenmarks bedingt sind.
Beschwerden treten oft erst im Erwachsenenalter auf.

### Begleitende Fehlbildungen
In etwa 60 Prozent der Fälle liegen weitere Fehlbildungen der Wirbelsäule vor, meist Skoliose und Kyphose. Das Syndrom kann auch an mehreren Abschnitten der Wirbelsäule gleichzeitig auftreten (vgl. Röntgenbild). Ein Drittel der Patienten hat Fehlbildungen des Harntrakts. In 20 bis 30 Prozent der Fälle findet man einen ein- oder beidseitigen Hochstand des Schulterblattes (Sprengel-Deformität). Etwa 14 Prozent der Patienten haben angeborene Herzfehler.
In etwa einem Drittel der Fälle kommt es zu einer Kombination mit hochgradiger Schallempfindungsschwerhörigkeit bis zur Taubheit. Gelegentlich werden jedoch auch beid- und einseitige Schallleitungsschwerhörigkeiten aufgrund von Mittelohrmissbildungen beschrieben.

## Untersuchungsmethoden

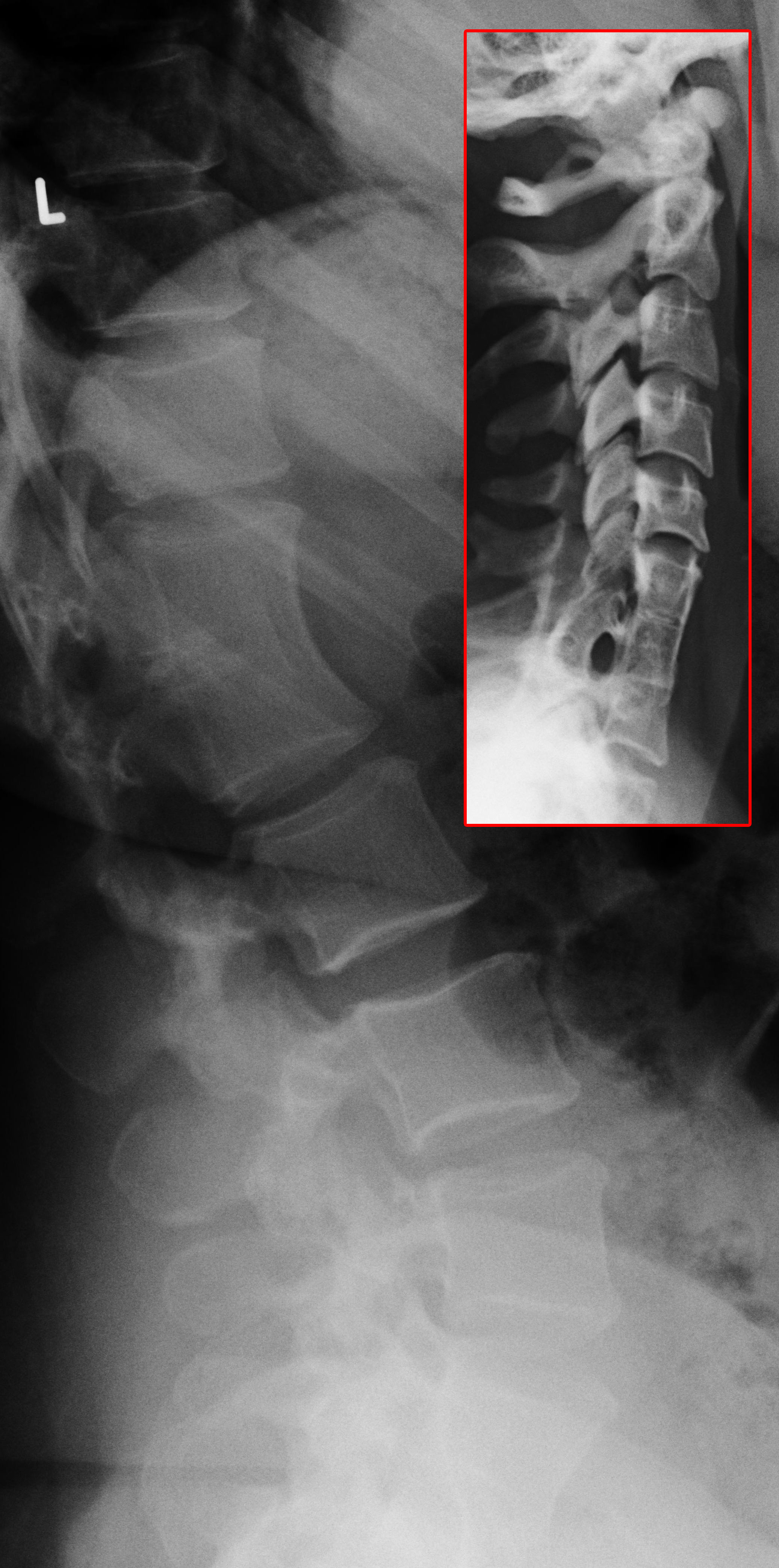
Röntgenaufnahmen Klippel-Feil-Syndrom L1/2 (großes Bild) und C6-Th1 (im roten Kasten). Die Bilder stammen vom selben Patienten.

In der Diagnostik des Klippel-Feil-Syndroms sind standardisierte Röntgenaufnahmen der Halswirbelsäule oft nicht möglich, weil die vorgesehene Standardposition vom Patienten aufgrund der Fehlbildung nicht eingenommen werden kann. Unterkiefer, Hinterhauptsbein und Foramen magnum können sich auf die Halswirbel projizieren. Seitliche Schichtaufnahmen in Beugung (Flexion) und Streckung (Extension) können – insbesondere bei Kindern, bei denen die Epiphysenfugen noch nicht geschlossen sind – hilfreich sein. Schnittbildgebungen wie Kernspintomographie (sollte aufgrund fehlender Strahlenbelastung besonders im Kindesalter vorgezogen werden) und Computertomografie sind besonders geeignet zur Beurteilung, ob eine Kompression von Nervenwurzel oder Rückenmark vorliegt.
Eine routinemäßige Sonografie der Harnorgane oder Pyelografie werden empfohlen, da auch schwerwiegende Fehlbildungen des Harntraktes zunächst oft keine Beschwerden verursachen.

### Radiologische Differenzialdiagnose

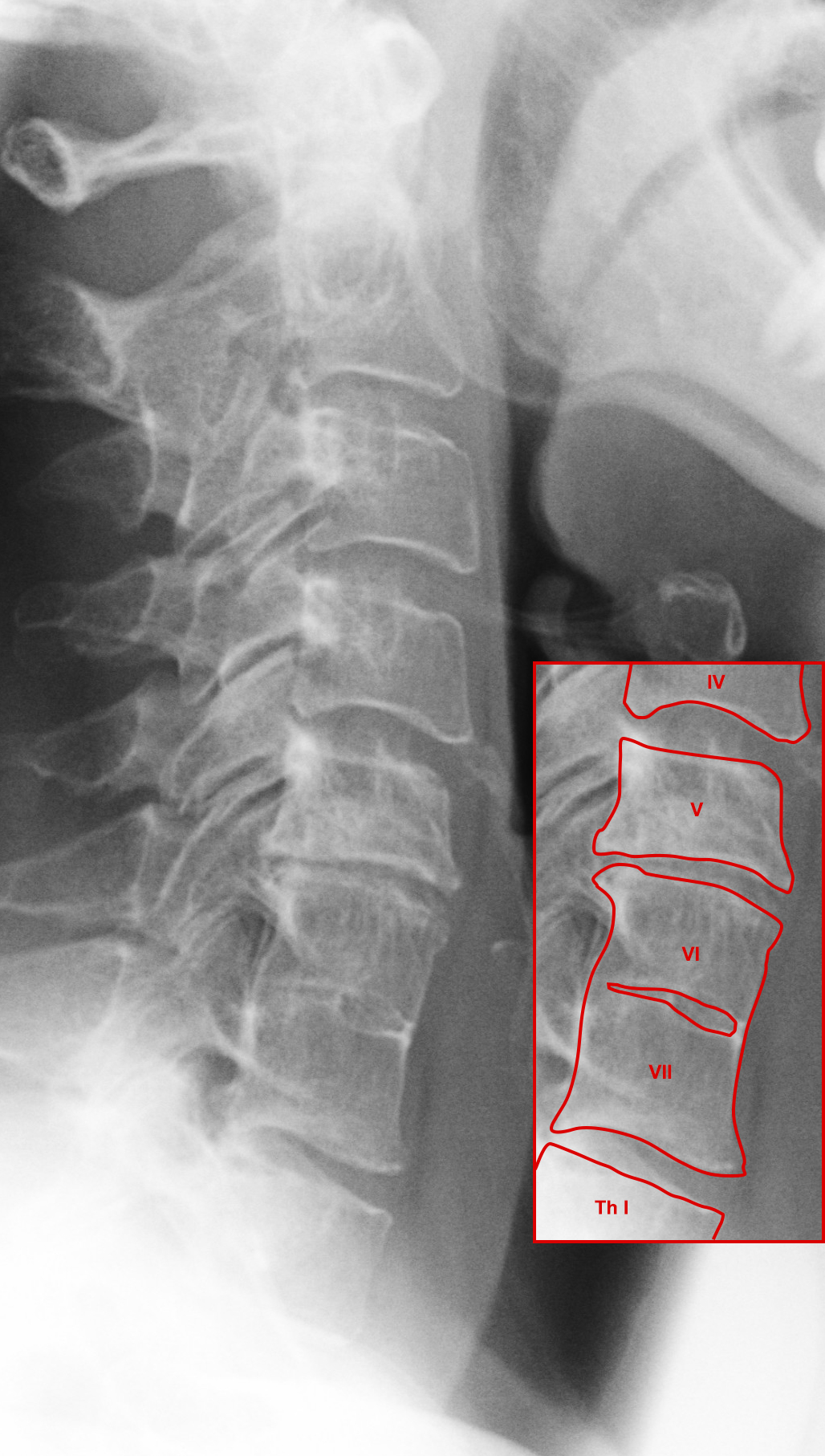
Röntgenbild der Halswirbelsäule mit Osteochondrose (V/VI) und Klippel-Feil-Syndrom (VI/VII)

Auch die verschleißbedingte Osteochondrose der Wirbelsäule bedingt eine Verschmälerung der Zwischenwirbelräume. Die Abbildung unten zeigt die Unterschiede: Die Osteochondrose zwischen Halswirbelkörper V und VI weist den betroffenen Wirbel überragende Exophyten auf. Zwischen den Wirbeln VI und VII dagegen sind solche Auswulstungen nicht zu sehen. Die dort sichtbare Verbindung der Wirbelkörper ist anlagebedingt und hat nichts mit Verschleiß zu tun. Tendenziell ist die Wirbelsäule dort sogar schmaler (deutlich zu sehen in der Aufnahme der Halswirbelsäule im Bild oben).

## Behandlung und Aussichten
Eine Therapie ist bei geringer Ausprägung der Fehlbildungen oft nicht notwendig und betroffene Kinder können ein weitgehend normales Leben führen. Wenn im Erwachsenenalter Beschwerden auftreten, reichen oft konservative Maßnahmen aus. Eine Skoliose kann behandlungsbedürftig werden.
Die Veränderungen der Halswirbelsäule haben eine gute Prognose bezüglich der Lebenserwartung. Nicht erkannte Begleitfehlbildungen können allerdings zu erheblichen Komplikationen führen.